# جیوانی د پیان دل کارپین
جیوانی د پیان دل کارپین (انگلیسی: Giovanni da Pian del Carpine; ۱ ژانویهٔ ۱۱۸۲ – ۱ آوریل ۱۲۵۲)، دیپلمات، کشیش و جهانگرد ایتالیایی بود که در سال ۱۲۴۶ برای نخستین بار از جانب پاپ اینوسنت چهارم به دربار مغولان و گیوک خان رفت تا نامه پاپ را به مغولان تسلیم کند. در سال ۱۲۴۵، پاپ اینوسنت چهارم، همزمان با دیگر تلاش‌هایش برای نجات مسیحیان و دول مسیحی در اراضی مقدس، دو هیئت نمایندگی به سمت شرق و بارگاه گیوک خان در مغولستان فرستاد. نخستین هیئت اعزامی به ریاست کشیش فرانسیسکویی، جیوانی د پیان دل کارپین، در آوریل ۱۲۴۵ لیون را به سمت شرق ترک کردند و پس از ۱۵ ماه عبور از اروپای شرقی، روسیه و دشت‌های مرکزی آسیا، در اوت ۱۲۴۶ به دربار گیوک رسیدند. پس از رسیدن هیئت اعزامی، دل کارپین نامه پاپ را که در آن خان مغول را به مسیحیت دعوت کرده بود، تحویل گیوک داد اما گیوک در نامه‌ای ضمن جواب به سؤالات او، مدعَیات مذهبیِ پاپ را رد کرد و از او خواست که به‌همراه تمام شاهان اروپایی به دربار خان مغول بیایند و شخصاً اعلام بندگی و اطاعت کنند.